# Liste der Monuments historiques in Jussarupt
Die Liste der Monuments historiques in Jussarupt führt die Monuments historiques in der französischen Gemeinde Jussarupt auf.

## Liste der Objekte
| Bezeichnung | Beschreibung                           | Standort                                      | Kennzeichnung | Schutzstatus | Datum | Bild |
| ----------- | -------------------------------------- | --------------------------------------------- | ------------- | ------------ | ----- | ---- |
| Taufbecken  | Sandstein, Anfang des 16. Jahrhunderts | in der Kirche St-Léger-et-Ste-Gertrude (Lage) | PM88000488    | Classé       | 1923  |      |